# Литературный фонд СССР
Литературный фонд СССР (Литфонд) — общественная организация писателей для взаимопомощи и поддержки литераторов, созданная при Союзе писателей СССР в 1934 году. Выполнял функции писательского профсоюза. Основной деятельностью Литфонда являлось социально-бытовое обслуживание писателей, материальное и иное содействие творческой литературной работе писателей-членов Союза писателей СССР, помощь в организации медицинского и санаторно-курортного обслуживания.

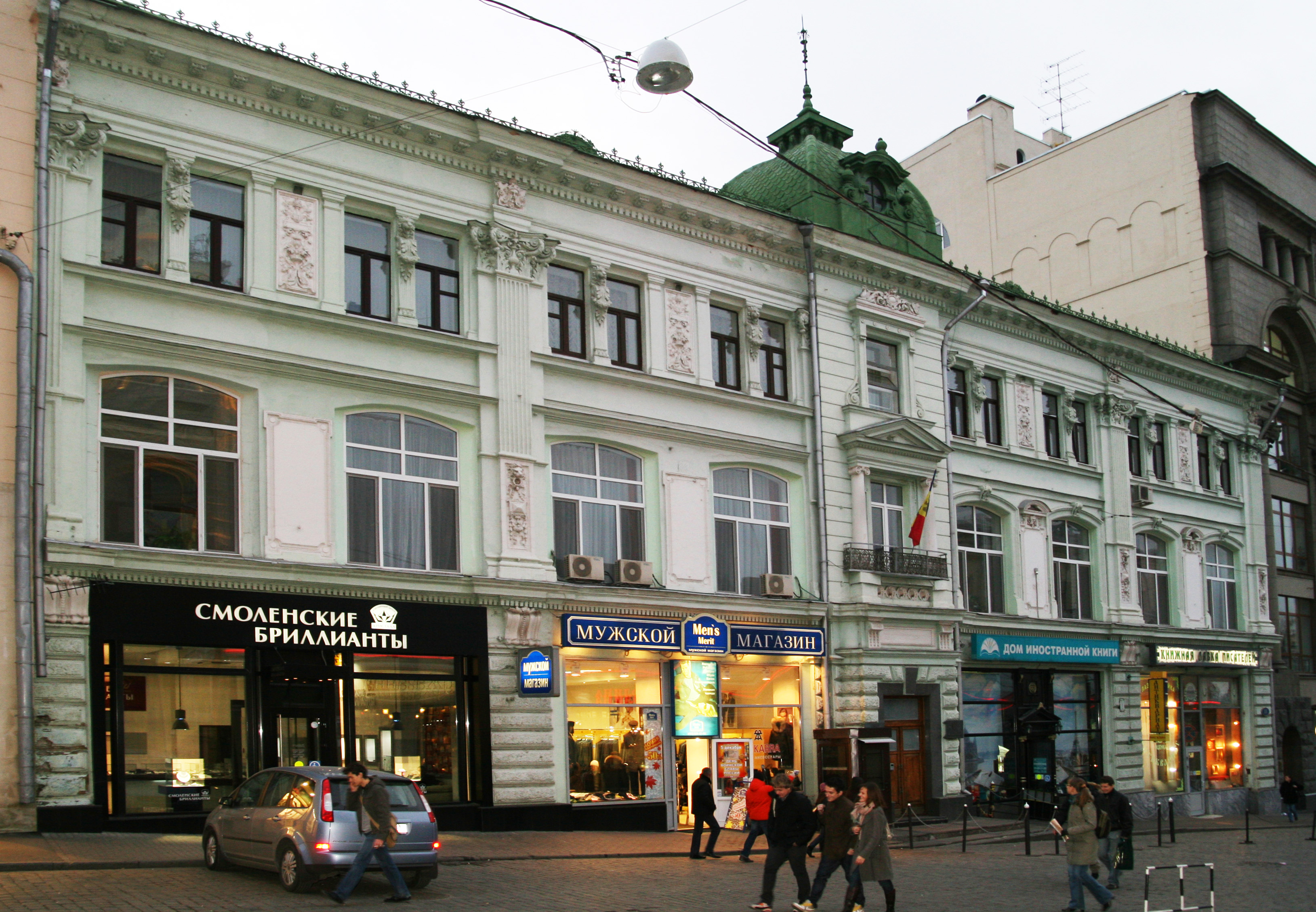
«Книжная лавка писателей» на Кузнецком Мосту

## Предтеча
Берёт своё начало от «Общества для пособия нуждающимся литераторам и ученым», основанного в Санкт-Петербурге в 1859 году по инициативе писателя Александра Дружинина. В кружок учредителей Литературного фонда вошли поэт Николай Некрасов, драматург Александр Островский, писатели Иван Тургенев, Лев Толстой, критики Николай Чернышевский и Павел Анненков и другие. Первый председатель — Егор Ковалевский. После Октябрьской революции в 1918 году деятельность Литфонда прекратилась.

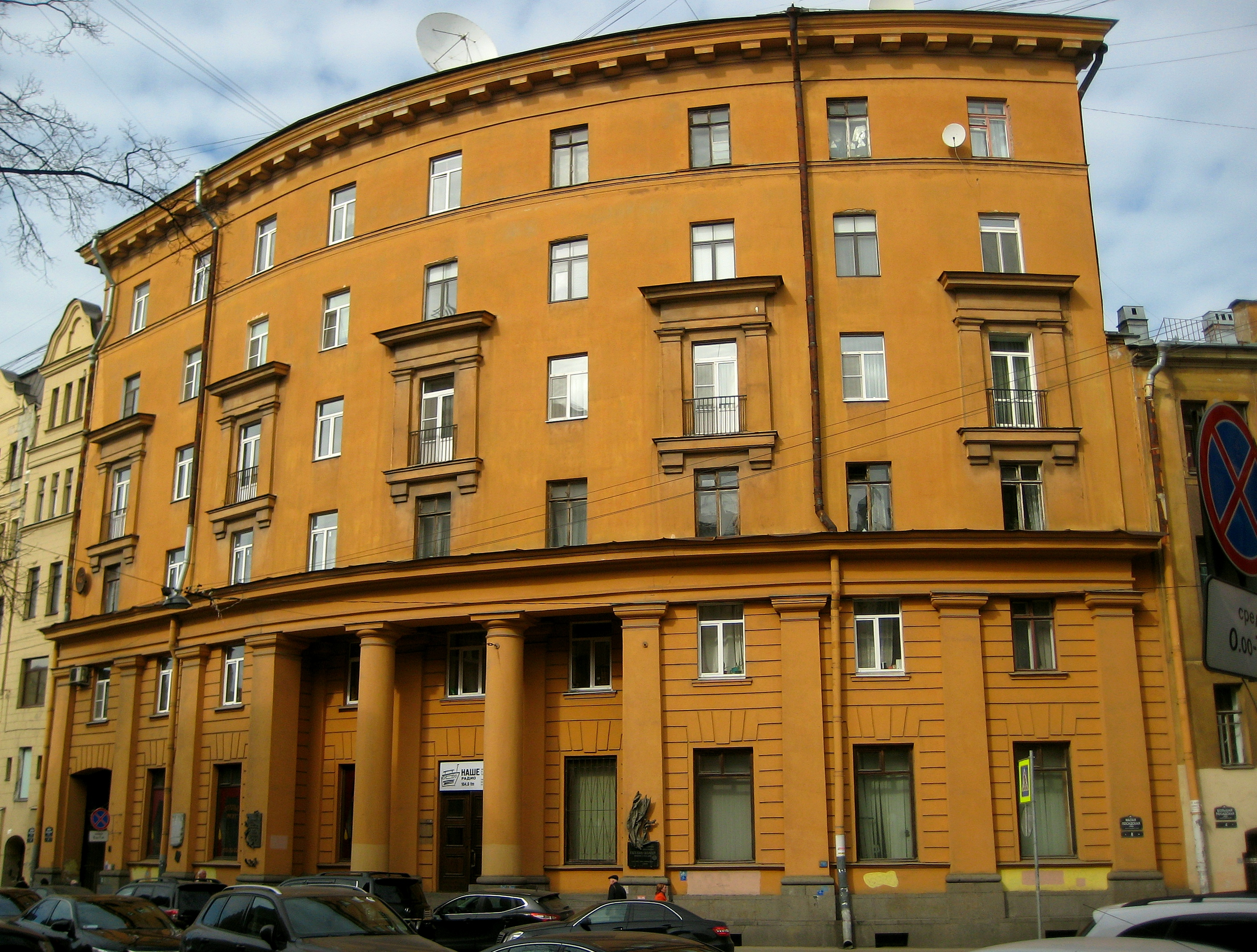
Жилой дом Литфонда на Малой Посадской улице

## Советская власть и писатели
До 1927 помощь писателям осуществлялась профсоюзами и Всероссийским союзом писателей.

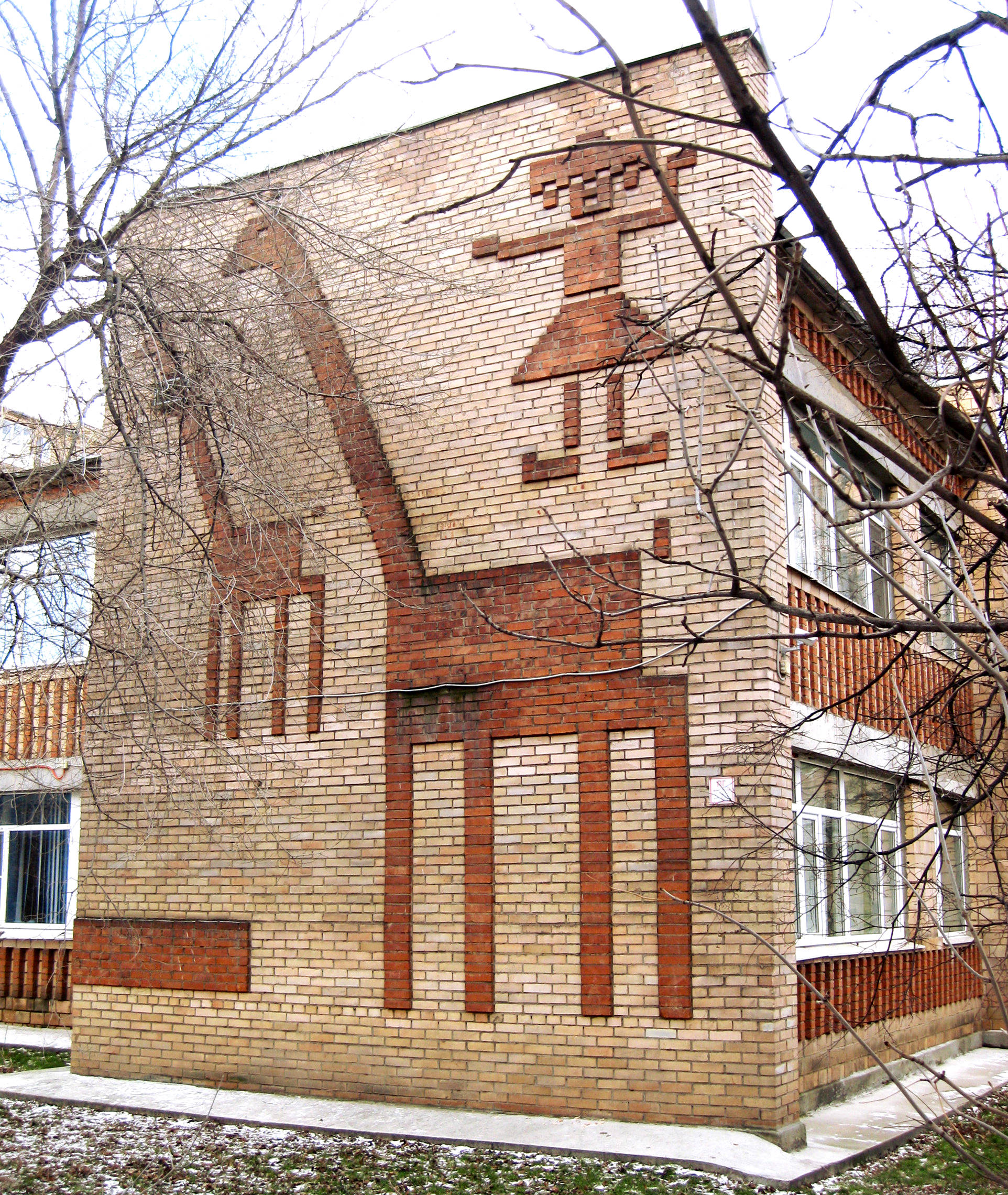
Детский сад Литфонда на Красноармейской улице. Фрагмент оригинального фасада 1960-х годов

Решением Всероссийской ассоциации пролетарских писателей (ВАПП) был создан литературный фонд пролетарских и крестьянских писателей (Пролитфонд).
В июне 1927 года Пролитфонд реорганизован в Литературный фонд РСФСР при Федерации объединений советских писателей (ФОСП). В правление входили представители ФОСП, профсоюзов, Наркомпроса и  Главного управления государственным издательством Наркомпроса РСФСР (Госиздата).
В 1934 году после Первого съезда советских писателей Литфонд приписывается к вновь организованному Союзу писателей СССР.

## Функции Литфонда
Литфонд выдавал пособия нуждающимся писателям, организовывал творческие командировки, содействовал улучшению жилищных условий. В его ведении находились Дома творчества, поликлиники, книжные лавки и клубы писателей,  дома отдыха и санатории в лучших курортных местах страны. Литфондом предоставлялись дачи в Переделкино и Комарово.
Членские взносы были вступительные и ежемесячные. Денежные средства также образовывались из установленных законом взносов издательств художественной литературы и отчислений зрелищных предприятий, доходов от предприятий Литфонда.
Делами Литфонда ведало правление, назначаемое правлением Союза писателей.

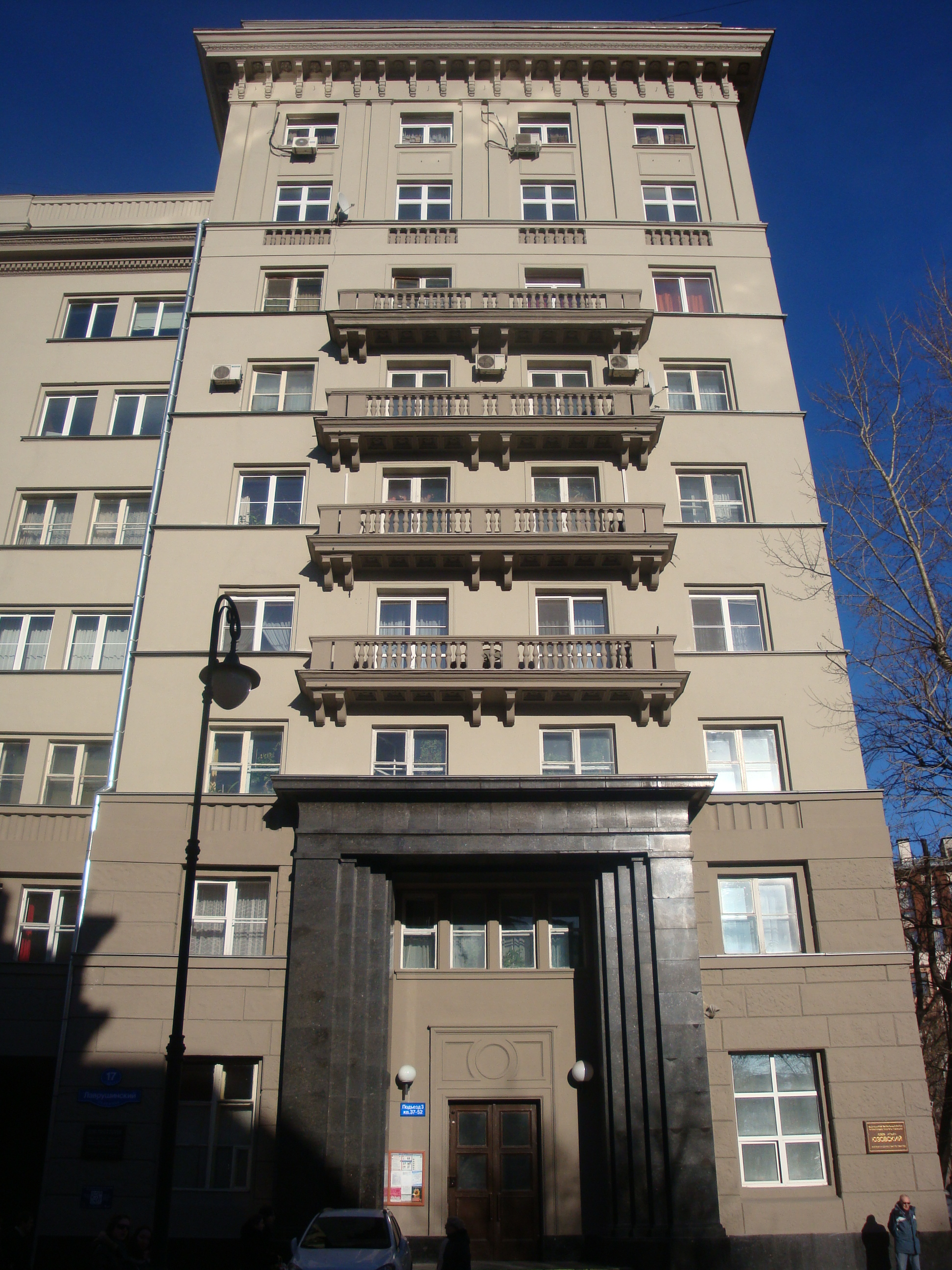
Дом творчества писателей в Комарово

Собственником имущества Литфонда был Союз писателей.

## Разделение имущества
В ходе распада СССР в 1988 году был образован Литературный фонд РСФСР, к которому в 1989 году по разделительному акту отошла недвижимость Литфонда СССР. В сентябре 1991 года на чрезвычайном съезде писателей Российской Федерации создан Литературный фонд России (с 2014 года — ОООП «Литературное сообщество писателей России») при Союзе писателей России. В январе 1992 года создана Международная общественная организация писателей «Международный литературный фонд» (МЛФ) (с 2014 года — ОООП  «Общероссийское литературное сообщество»). В Москве также создана городская организация «Московский Литфонд».